# Gheorghe-Adrian Cătană
Gheorghe-Adrian Cătană (n. 9 aprilie 1974, Mediaș, Sibiu, România) este un senator român, ales în 2020 din partea AUR. 